# Kick Groot
Kick Groot (nascut el 5 d'abril de 1998) és un futbolista neerlandès que juga com a defensa central a l'ODIN '59 a la Derde Divisie. És parent de l'estrella d'l'Ajax dels anys 60, Henk Groot.

## Carrera de club
Va fer el seu debut a l'Eerste Divisie amb el Jong AZ el 25 d'agost de 2017 en un partit contra el RKC Waalwijk.
Groot es va traslladar al SC Telstar l'abril de 2018. Estaria afectat per lesions durant la seva estada al club, només va fer nou aparicions a la lliga durant els seus tres anys.
El 3 de setembre de 2021, Groot va signar amb l'ODIN '59 a la Derde Divisie després que expirés el seu contracte amb el Telstar.